# AfD Hessen
Die AfD Hessen ist der hessische Landesverband der rechtspopulistischen und rechtsextremen Partei Alternative für Deutschland. Der Landesverband ist vom hessischen Landesverfassungsschutz 2023 als rechtsextremer Verdachtsfall eingestuft worden.
Landesvorsitzende der AfD Hessen sind Robert Lambrou und Andreas Lichert. Zur Landtagswahl 2018 zog die AfD erstmals in den Hessischen Landtag ein.

## Geschichte

### 2013: Gründung, Bundes- und Landtagswahl 2013
Der hessische Landesverband der AfD wurde am 5. Mai 2013 in Frankfurt am Main gegründet. Auf dem Gründungsparteitag wurden der ehemalige Frankfurter CDU-Stadtkämmerer Albrecht Glaser, Eberhard Freiherr von dem Bussche und der Unternehmensberater Walter Schäfer von rund 450 anwesenden Mitgliedern als Sprecher des Landesvorstands gewählt. Des Weiteren wurde der Antritt zur Landtagswahl in Hessen 2013 beschlossen. Aufgrund von Streitigkeiten zwischen den Mitgliedern des Landesvorstands trat Walter Schäfer bereits am 14. Juni 2013 zurück. Zum dritten Sprecher stieg der Anlageberater und Ökonom Simon Roger gemäß der Satzung auf. Am 8. Juni 2013 wurde die Landespartei den damaligen Co-Bundessprecher Konrad Adam zum hessischen Spitzenkandidaten zur Bundestagswahl 2013. Am 15. Juni 2013 wurde auf einem Landesparteitag in Gießen die Liste für die Landtagswahl 2013 aufgestellt. Spitzenkandidatin wurde die Zahnärztin Christiane Gleissner vor Simon Roger und dem emeritierten Medienwissenschaftler Wolfgang Schöhl. Zudem wurde das Wahlprogramm als Entwurf verabschiedet. Mit 4,1 Prozent der Stimmen verfehlte die hessische AfD den Einzug in den Landtag.

### 2013 – 2015: Innerparteiliche Konflikte und Richtungsentscheidung
Nach internen Auseinandersetzungen trat der gesamte Landesvorstand bei einem Parteitag am 24. November 2013 in Gießen zurück. Die Neuwahlen konnten mangels Beschlussfähigkeit des Parteitags nicht durchgeführt werden, da Mitglieder nach Vorstellung der Kandidaten den Saal verließen, sodass ein Notvorstand eingesetzt werden musste. Bei einem weiteren Parteitag am 14. und 15. Dezember in Friedberg wurde nun ein elfköpfiger Landesvorstand mit den Sprechern Volker Bartz, Gunther Nickel und Simon Roger gewählt. Bereits vor der ersten Sitzung des Vorstands wurde der Schatzmeister vom Bundesvorstand aufgrund rechtsextremer Äußerungen mit sofortiger Wirkung des Amtes enthoben. Aufgrund „schwerwiegender Parteischädigung“ beschloss der Bundesvorstand ebenfalls eine sofortige Amtsenthebung und die Einleitung eines Parteiausschlussverfahrens gegen den Sprecher Volker Bartz, der die missbräuchliche Führung von akademischen Titeln einräumte. Auf dem anschließenden Landesparteitag rückten die Biochemikerin Claudia Koch-Brandt und die Politikberaterin Joana Cotar zu Sprechern nach. Cotar trat Ende Juli 2014, Koch-Brandt Anfang August nach Streitigkeiten im Landesvorstand zurück. Eibe Hinrichs und Thomas Orth folgten gemäß Satzung nach. Am 15. November sollten die Nachwahlen auf einem Parteitag in Stadtallendorf erfolgen. Auf diesem Parteitag trat der damalige Landesvorsitzende Gunther Nickel von seinem Amt zurück, nachdem eine Mehrheit der Mitglieder für seine Abwahl gestimmt hatte. In einer Kampfabstimmung setzte sich der damalige Bundessprecher Konrad Adam gegen Albrecht Glaser als erster Vorsitzender des Vorstandes durch; weitere Sprecher wurden der Rechtsanwalt und ehemalige Republikaner Peter Münch sowie Susanne Gruber. Bereits zwei Wochen später stellte der Vorstand beim Landesschiedsgericht einen Antrag auf Amtsenthebung von Münch, dem falsche Angaben der Zugehörigkeit zu den Republikanern vorgeworfen wurde. Mitte März 2015 gab das Schiedsgericht dem Antrag statt, Hadi Riedel rückte als Sprecher nach. Der gesamte Landesvorstand wurde wiederum bei einem Parteitag am 18. April in einer Abstimmung von 158 zu 144 abgewählt. Neuwahlen kamen aufgrund fehlender Dreiviertelmehrheit nicht zustande, sodass ein Notvorstand einberufen wurde. Am 30. Mai 2015 wurde bei einem weiteren Parteitag in Hofheim am Taunus ein neuer, dreiköpfiger Landesvorstand unter Vorsitz von Albrecht Glaser, Peter Münch und Rolf Kahnt gewählt. In einer knappen Abstimmung von 170:169 unterlagen Vertreter des wirtschaftsliberalen Flügels bei der Frage nach der Anzahl von gleichberechtigten Sprechern, sodass einige den Parteitag verließen. Nach dem Landesparteitag sowie im Rahmen eines Machtkampfes in der Gesamtpartei kam es auch in der AfD Hessen verstärkt zu Parteiaustritten, darunter waren zahlreiche kommunale Mandatsträger und Funktionäre der Kreis- und Landesebene.

### 2016 – 2018: Erfolgreiche Wahlen und Einzug in den Landtag
Bei den Kommunalwahlen in Hessen 2016 wurde die AfD mit 11,9 Prozent zur drittstärksten Kraft und zog mit 183 Abgeordneten in 20 von 21 Kreistagen ein. Im Werra-Meißner-Kreis war der Landesverband nicht angetreten. Zudem stellte die Partei insgesamt 40 Sitze in den neu gewählten Stadtverordnetenversammlungen der fünf kreisfreien Städte.
Auf dem Landesparteitag am 11. und 12. November 2017 sollte neben den Delegierten zum Bundesparteitag ein neuer Landesvorstand gewählt werden. Aufgrund von Verzögerungen infolge technischer Probleme mit den Abstimmungsgeräten wurden die Vorstandswahlen auf einen weiteren Landesparteitag verschoben. Am 3. Dezember 2017 trat der Co-Sprecher Peter Münch aus Unzufriedenheit über den Kurs der Landes- und Bundespartei und aufgrund von Streitigkeiten im Landesvorstand zurück, nachdem er Anzeige gegen den Co-Sprecher Albrecht Glaser wegen des Verdachts auf Veruntreuung öffentlicher Gelder gestellt hatte und daraufhin ein Abwahlantrag von Delegierten auf die Tagesordnung des Landesparteitages am 16. Dezember in Gießen gesetzt wurde. Auf diesem Landesparteitag wurden der damalige Parlamentarische Geschäftsführer der Wiesbadener AfD-Rathausfraktion Robert Lambrou und der damalige Vorsitzende des Kreisverbandes Wetterau Klaus Herrmann zu den Sprechern des neuen Landesvorstands gewählt.
Auf einem Landesparteitag am 7. April 2018 in Neu-Isenburg wurde Rainer Rahn Spitzenkandidat für die Landtagswahl 2018. Er leitet bisher die AfD-Fraktion im Frankfurter Römer. Bei der Landtagswahl 2018 zog die Landespartei erstmals mit 13,1 Prozent der Stimmen und 19 Abgeordneten in den Landtag ein.

### Seit 2019: Politik im Landtag
In der konstituierenden Sitzung der Landtagsfraktion am 18. Januar 2019 wurde der Fraktionsvorstand unter Vorsitz von Robert Lambrou gewählt. Stellvertreter wurden Klaus Herrmann und Volker Richter, Parlamentarischer Geschäftsführer wurde Frank Grobe. Auf der Sitzung wurde Alexandra Walter aufgrund des Verdachts der Verbreitung rechtsextremistischen Gedankenguts vorerst nicht in die Fraktion aufgenommen. Einen Tag zuvor am 17. Januar 2019 verstarb Nikolaus Pethö, der ebenfalls zum stellvertretenden Fraktionsvorsitzenden hätte gewählt werden sollen.
Auf einem Parteitag am 20. November 2021 in Frankfurt-Zeilsheim wurde der bisherige Vorstandssprecher Robert Lambrou in seinem Amt bestätigt. Neu an der Parteispitze ist Andreas Lichert, der den bisherigen Co-Vorstandssprecher Klaus Herrmann ablöst. Lichert war Anhänger des als rechtsextremistisch eingestuften „Flügels“.
Bei der Landtagswahl 2023 konnte die AfD ihr Ergebnis um 5,3 Prozentpunkte steigern und erreichte 18,4 Prozent der Stimmen. Seither ist sie größte Oppositionsfraktion im Landtag.
Auf dem Parteitag am 11. November 2023 wurden Robert Lambrou und Andreas Lichert als Ko-Parteivorsitzende in ihren Ämtern bestätigt. Ebenso bestätigt wurden die beiden Stellvertreter Heiko Scholz und Volker Richter. Zudem wurde das Amt eines dritten stellvertretenden Parteivorsitzenden geschaffen, in das Pierre Lamely gewählt wurde.

## Beobachtung durch den Verfassungsschutz
Seit Ende Januar 2019 werden zwei Teilorganisationen der hessischen AfD, die Junge Alternative und der „Flügel“, vom hessischen Verfassungsschutz beobachtet, nachdem beide Teilorganisationen auf Bundesebene vom Bundesamt für Verfassungsschutz als Verdachtsfälle eingestuft und systematisch beobachtet werden.
Anfang September 2022 gab der hessische Verfassungsschutz bekannt, die Beobachtung des AfD-Landesverbands in Hessen aufnehmen zu wollen. Der Verwaltungsgericht Wiesbaden untersagte im Oktober 2022 die Beobachtung vorerst bis zum Abschluss eines Eilverfahrens, das der AfD-Landesverband angestrengt hatte. Außerdem gaben das Hessische Innenministerium und der Verfassungsschutz eine sogenannten Stillhaltezusage, vorerst nicht mehr öffentlich über die Beobachtung zu berichten. Außerdem hatte die AfD noch eine Klage gegen das Landesamt Verfassungsschutz, das hessische Innenministerium und Ministerpräsident Boris Rhein eingereicht.
Am 14. November 2023 gab das Verwaltungsgericht Wiesbaden bekannt, dass das Landesamt für Verfassungsschutz nach einem Beschluss der 6. Kammer des Gerichts vom gleichen Tage im Eilverfahren die hessische AfD als Verdachtsfall einstufen und beobachten dürfe. Begründet wurde die Entscheidung unter anderem damit, dass die Partei „Hass und Neid“ schüre; sie bewege sich „außerhalb der verfassungsmäßig geschützten Meinungsfreiheit“. Mit dem gleichen Beschluss stellte die Kammer fest, dass es mangels gesetzlicher Ermächtigungsgrundlage rechtswidrig gewesen sei, dass das Landesamt für Verfassungsschutz die Einstufung als Verdachtsfall bekanntgegeben habe. Am gleichen Tage verbot die Kammer dem hessischen Innenministerium vorläufig, über die Einstufung als Verdachtsfall zu berichten. Den Antrag gegen den Ministerpräsidenten hat die Kammer dagegen abgelehnt, da es sich um eine verfassungsrechtliche Streitigkeit handele. Die Beschlüsse sind noch nicht rechtskräftig.

## Organisation
Die Parteiorgane des Landesverbandes sind der Landesparteitag und der Landesvorstand. Das Landesschiedsgericht entscheidet über parteiinterne Streitigkeiten und kann Mitglieder ausschließen. Die Landesgeschäftsstelle befindet sich in Frankfurt am Main.

### Landesparteitag
Höchstes Parteiorgan ist der Landesparteitag. Er wählt den Landesvorstand, die Rechnungsprüfer sowie das Landesschiedsgericht. Übersteigt die Zahl der Parteimitglieder 500, findet der Landesparteitag nicht als Mitgliederversammlung, sondern als Delegiertenversammlung statt. Die Kreisverbände entsenden dazu je fünf Mitglieder einen Vertreter. Übersteigt die Mitgliederzahl des Landesverbandes die Zahl 2.000, dann gilt ein Vertreter je zehn Mitglieder. Die Landeswahlversammlung, die zur Aufstellung der Listenkandidaten bei Landtags- oder Bundestagswahlen dient, kann als Mitglieder- oder Delegiertenversammlung stattfinden.
| Nr.                       | Datum                               | Ort                            | Landesvorsitzende(r) / Spitzenkandidat(in)                       | Wahlergebnis | Thema                                                                            |
| ------------------------- | ----------------------------------- | ------------------------------ | ---------------------------------------------------------------- | ------------ | -------------------------------------------------------------------------------- |
| 01. Landesparteitag       | 5. Mai 2013                         | Frankfurt am Main              | Albrecht Glaser Eberhard Freiherr von dem Bussche Walter Schäfer | 75 %         | Gründung des Landesverbandes; Wahl des Landesvorstands                           |
| Landeswahlversammlung     | 8. Juni 2013                        | Kassel                         | Konrad Adam                                                      | 77 %         | Wahl der Landesliste zur Bundestagswahl 2013                                     |
| Landeswahlversammlung     | 15. Juni 2013                       | Gießen                         | Christiane Gleissner                                             | 56 %         | Wahl der Landesliste und Beschluss des Wahlprogramms zur Landtagswahl 2013       |
| 02. Landesparteitag       | 23./24. November 2013               | Gießen                         |                                                                  |              | Debatte über den Landesvorstand und Rücktritt des gesamten Landesvorstandes      |
| 03. Landesparteitag       | 14./15. Dezember 2013               | Friedberg                      | Volker Bartz Gunther Nickel Simon Roger                          |              | Neuwahl des Landesvorstandes; Wahl der Delegierten zum Bundesparteitag           |
| 04. Landesparteitag       | 11. Januar 2014                     | Gießen                         | Gunther Nickel Claudia Koch-Brandt Joana Cotar                   |              | Ab- und Nachwahl des Landesvorstandes                                            |
| 05. Landesparteitag       | 15./16. November 2014               | Stadtallendorf                 | Konrad Adam Susanne Gruber Peter Münch                           |              | Neuwahl des Landesvorstandes; Resolutionen zur EEG-Umlage und Windenergieanlagen |
| 06. Landesparteitag       | 18. April 2015                      | Gießen                         |                                                                  |              | Wahl der Delegierten zum Bundesparteitag; Abwahl des Landesvorstandes            |
| 07. Landesparteitag       | 30. Mai 2015                        | Hofheim am Taunus              | Albrecht Glaser Peter Münch Rolf Kahnt                           |              | Neuwahl des Landesvorstandes                                                     |
| Landeswahlversammlung     | 5./6. November 2016                 | Hofheim am Taunus              | Mariana Harder-Kühnel                                            |              | Wahl der Landesliste zur Bundestagswahl 2017                                     |
| Landeswahlversammlung     | 13./14. Mai 2017                    | Gießen                         | Mariana Harder-Kühnel                                            | 76 %         | Wiederholung der Wahl der Landesliste zur Bundestagswahl 2017                    |
| 08. Landesparteitag       | 11./12. November 2017               | Gießen                         |                                                                  |              | Wahl der Delegierten zum Bundesparteitag                                         |
| 09. Landesparteitag       | 16. Dezember 2017                   | Gießen                         | Robert Lambrou Klaus Herrmann                                    | 56 % 55 %    | Neuwahl des Landesvorstands                                                      |
| 10. Landesparteitag       | 10. März 2018                       | Gießen                         |                                                                  |              | Änderung der Landessatzung                                                       |
| Landeswahl- versammlungen | 7./8. April 2018 14./15. April 2018 | Neu-Isenburg Flörsheim am Main | Rainer Rahn                                                      | 54 %         | Wahl des Landesliste zur Landtagswahl 2018                                       |
| 11. Landesparteitag       | 5./6. Mai 2018                      | Gießen                         |                                                                  |              | Beschluss des Wahlprogramms zur Landtagswahl 2018                                |
| 12. Landesparteitag       | 26./27. Mai 2018                    | Volkmarsen                     |                                                                  |              | Wahl der Delegierten zur Europawahlversammlung                                   |
| 13. Landesparteitag       | 16. Februar 2019                    | Neuhof                         |                                                                  |              | Änderung der Landessatzung                                                       |
| 14. Landesparteitag       | 10./11. Oktober 2019                | Neuhof                         | Robert Lambrou Klaus Herrmann                                    | 59 % 50 %    | Neuwahl des Landesvorstands                                                      |
| Landeswahlversammlung     | 6./7. Februar 2021                  | Volkmarsen                     | Mariana Harder-Kühnel                                            |              | Wahl der Landesliste zur Bundestagswahl 2021                                     |

### Landesvorstand
Seit November 2021 setzt sich der Landesvorstand aus folgenden Mitgliedern zusammen, wobei Pierre Lamely auf dem Landesparteitag in Melsungen nachgewählt wurde. Seit dem Landesparteitag in Karben im November 2023 verfügt die AfD Hessen über drei Stellvertreter, wobei Pierre Lamely in diese neue Position aufstieg.:
| Landesvorsitzende                                              | Robert Lambrou (MdL), Andreas Lichert (MdL)                                                     |
| Stellvertretende Landesvorsitzende                             | Heiko Scholz (MdL), Volker Richter (MdL), Pierre Lamely                                         |
| Schatzmeister                                                  | Bernd Vohl (MdL)                                                                                |
| Beisitzer                                                      | Jan Nolte (MdB), Roman Bausch (MdL), Robin Jünger, Jürgen Mohn, Lothar Mulch (MdL), Nicole Hess |
| (MdL = Mitglied des Landtages; MdB = Mitglied des Bundestages) |                                                                                                 |

### Kreisverbände
Der Landesverband Hessen besteht aus derzeit 26 Kreisverbänden.
|                     | Vorsitzende(r)           | Sitz                 |
| ------------------- | ------------------------ | -------------------- |
| Bergstraße          | Thomas Fetsch            | Bensheim             |
| Darmstadt           | Anja Swars               | Darmstadt            |
| Darmstadt-Dieburg   |                          |                      |
| Frankfurt am Main   | Andreas Lobenstein (MdL) | Frankfurt am Main    |
| Fulda               | Pierre Lamely            | Fulda                |
| Gießen              | Uwe Schulz (MdB)         | Gießen               |
| Groß-Gerau          | Fabian Flecken           | Gernsheim            |
| Hersfeld-Rotenburg  | Gerhard Schenk (MdL)     | Bebra                |
| Hochtaunus          | Manfred Blatt            | Bad Homburg          |
| Kassel-Stadt        | Thomas Schenk            | Kassel               |
| Kassel-Land         | Volker Richter (MdL)     | Bad Karlshafen       |
| Lahn-Dill           | Willi Wagner             | Wetzlar              |
| Limburg-Weilburg    | Egon Maurer              | Weilburg             |
| Main-Kinzig         | Jürgen Mohn              | Gelnhausen           |
| Main-Taunus         | Heiko Scholz (MdL)       |                      |
| Marburg-Biedenkopf  | Julian Schmidt           | Kirchhain            |
| Odenwaldkreis       |                          | Bad König            |
| Offenbach am Main   | Christin Thüne           |                      |
| Offenbach-Land      |                          |                      |
| Rheingau-Taunus     | Klaus Gagel (MdL)        | Taunusstein          |
| Schwalm-Eder        | Renate Glaser            | Niedenstein          |
| Vogelsberg          | Gerhard Bärsch (MdL)     | Lauterbach (Hessen)  |
| Waldeck-Frankenberg | Dr. Andreas Salzmann     | Volkmarsen           |
| Werra-Meissner      |                          | Bad Sooden-Allendorf |
| Wetterau            | Andreas Lichert (MdL)    | Friedberg            |
| Wiesbaden           | Erich Heidkamp (MdL)     | Wiesbaden            |

### Parteivorsitzende
| Parteivorsitzende(r)            | Parteivorsitzende(r) | Amtszeit                      |
| ------------------------------- | --- | ----------------------------- |
| Albrecht Glaser                 | Albrecht Glaser, Eberhard Freiherr von dem Bussche, Walter Schäfer (bis Juni 2013), Simon Roger (ab Juni 2013)                                 | Mai 2013 – November 2013      |
|                                 | Volker Bartz, Gunther Nickel, Simon Roger | Dezember 2013 – Januar 2014   |
|                                 | Gunther Nickel, Joana Cotar (bis Juli 2014), Claudia Koch-Brandt (bis August 2014), Eibe Hinrichs (ab Juli 2014), Thomas Orth (ab August 2014) | Januar 2014 – November 2014   |
| Konrad Adam                     | Konrad Adam, Susanne Gruber, Peter Münch (bis März 2015), Hadi Riedel (ab März 2015)                                                           | November 2014 – April 2015    |
| Albrecht Glaser · Rolf Kahnt    | Albrecht Glaser, Rolf Kahnt, Peter Münch | Mai 2015 – Dezember 2017      |
| Robert Lambrou · Klaus Herrmann | Robert Lambrou, Klaus Herrmann | Dezember 2017 – November 2021 |
| Robert Lambrou                  | Robert Lambrou, Andreas Lichert | seit November 2021            |

### Junge Alternative Hessen
Die Junge Alternative Hessen ist der landesweit tätige Jugendverband der AfD Hessen.

## Wahlergebnisse
| Landtagswahlen | Landtagswahlen | Landtagswahlen | Landtagswahlen | Landtagswahlen | Landtagswahlen | Landtagswahlen       |
| Jahr           | Stimmenanzahl  | Stimmenanteil  | Direktmandate  | Sitze          | Platz          | Spitzenkandidat(in)  |
| -------------- | -------------- | -------------- | -------------- | -------------- | -------------- | -------------------- |
| 2013           | 126.906        | 4,1 %          | 0/55           | 0/110          | 6.             | Christiane Gleissner |
| 2018           | 378.692        | 13,1 %         | 0/55           | 19/137         | 4.             | Rainer Rahn          |
| 2023           | 518.674        | 18,4 %         | 0/55           | 28/133         | 2.             | Robert Lambrou       |

| Kommunalwahlen | Kommunalwahlen | Kommunalwahlen | Kommunalwahlen | Kommunalwahlen |
| Jahr           | Stimmenanzahl  | Stimmenanteil  | Sitze          | Platz          |
| -------------- | -------------- | -------------- | -------------- | -------------- |
| 2016           | 257.277        | 11,9 %         | 223/1920       | 3.             |
| 2021           | 159.943        | 6,9 %          | 132/1920       | 4.             |

| Bundestagswahlen | Bundestagswahlen | Bundestagswahlen | Bundestagswahlen | Bundestagswahlen | Bundestagswahlen | Bundestagswahlen      |
| Jahr             | Stimmenanzahl    | Stimmenanteil    | Direktmandate    | Sitze            | Platz            | Spitzenkandidat(in)   |
| ---------------- | ---------------- | ---------------- | ---------------- | ---------------- | ---------------- | --------------------- |
| 2013             | 176.319          | 5,6 %            | 0/22             | 0/45             | 5.               | Konrad Adam           |
| 2017             | 398.712          | 11,9 %           | 0/22             | 6/50             | 3.               | Mariana Harder-Kühnel |
| 2021             | 290.978          | 8,8 %            | 0/22             | 5/50             | 5.               | Mariana Harder-Kühnel |
| 2025             | 636.771          | 17,8 %           | 0/22             | 9/45             | 3.               | Jan Nolte             |

| Europawahlen | Europawahlen  | Europawahlen  | Europawahlen |
| Jahr         | Stimmenanzahl | Stimmenanteil | Platz        |
| ------------ | ------------- | ------------- | ------------ |
| 2014         | 168.506       | 9,1 %         | 4.           |
| 2019         | 252.794       | 9,9 %         | 4.           |
| 2024         | 378.892       | 13,6 %        | 3.           |

## Landtagsfraktion
Die AfD erzielte bei der Wahl 28 Mandate. Nachdem Sascha Herr gar nicht erst in die Fraktion aufgenommen wurde, schieden 2024 Dirk Gaw und Maximilian Müger aus der Fraktion aus, die damit noch 25 Mitglieder zählt.

## Landesgruppe im Deutschen Bundestag

### 2017–2021
Die Landesliste zur Bundestagswahl 2017 wurde ursprünglich auf einem Landesparteitag am 5./6. November 2016 in Hofheim am Taunus aufgestellt. Zur Spitzenkandidatin wurde Mariana Harder-Kühnel aus dem Main-Kinzig-Kreis gewählt. Auf den weiteren Plätzen folgten der Co-Landessprecher Peter Münch, Joana Cotar, Martin Hohmann und der Co-Landessprecher Albrecht Glaser. Nach Formfehlern musste die Aufstellung der Landesliste wiederholt werden. Auf einem weiteren Landesparteitag am 13./14. Mai 2017 in Gießen wurde Mariana Harder-Kühnel als Spitzenkandidatin bestätigt.
Die Landespartei zog mit insgesamt sechs Abgeordneten in den Deutschen Bundestag ein, die ein Teil der AfD-Bundestagsfraktion sind:
| Mitglied der Fraktion | Einzug in den Bundestag über | Derzeitige wichtige Funktionen und Mitgliedschaften in der Fraktion und in der Partei |
| --------------------- | ---------------------------- | ------------------------------------------------------------------------------------- |
| Joana Cotar           | Listenplatz 2                |                                                                                       |
| Albrecht Glaser       | Listenplatz 5                | Stellvertretender Vorsitzender des Finanzausschusses                                  |
| Mariana Harder-Kühnel | Listenplatz 1                |                                                                                       |
| Martin Hohmann        | Listenplatz 6                |                                                                                       |
| Jan Nolte             | Listenplatz 4                |                                                                                       |
| Uwe Schulz            | Listenplatz 3                |                                                                                       |

### 2021–2025
Die Landespartei zog mit insgesamt fünf Abgeordneten in den Deutschen Bundestag ein, die ein Teil der AfD-Bundestagsfraktion sind:
| Mitglied der Fraktion | Einzug in den Bundestag über | Derzeitige wichtige Funktionen und Mitgliedschaften in der Fraktion und in der Partei |
| --------------------- | ---------------------------- | ------------------------------------------------------------------------------------- |
| Joana Cotar           | Listenplatz 2                | Austritt aus Partei und Fraktion im November 2022                                     |
| Albrecht Glaser       | Listenplatz 5                |                                                                                       |
| Mariana Harder-Kühnel | Listenplatz 1                |                                                                                       |
| Jan Nolte             | Listenplatz 4                | Beisitzer im Landesvorstand                                                           |
| Uwe Schulz            | Listenplatz 3                |                                                                                       |

### Seit 2025
Die Landespartei zog mit insgesamt neun Abgeordneten in den Deutschen Bundestag ein, die ein Teil der AfD-Bundestagsfraktion sind:
| Mitglied der Fraktion | Einzug in den Bundestag über | Derzeitige wichtige Funktionen und Mitgliedschaften in der Fraktion und in der Partei |
| --------------------- | ---------------------------- | ------------------------------------------------------------------------------------- |
| Jan Nolte             | Listenplatz 1                |                                                                                       |
| Uwe Schulz            | Listenplatz 2                |                                                                                       |
| Robin Jünger          | Listenplatz 3                |                                                                                       |
| Julian Schmidt        | Listenplatz 4                |                                                                                       |
| Pierre Lamely         | Listenplatz 5                |                                                                                       |
| Christian Douglas     | Listenplatz 6                |                                                                                       |
| Thomas Fetsch         | Listenplatz 7                |                                                                                       |
| Jan Feser             | Listenplatz 8                |                                                                                       |
| Nicole Hess           | Listenplatz 9                |                                                                                       |